# Hospital General Universitario Santa María del Rosell
El Hospital General Universitario Santa María del Rosell es un establecimiento sanitario de la ciudad española de Cartagena (Murcia) gestionado por el Servicio Murciano de Salud, organismo perteneciente a la Consejería de Salud del Gobierno de la Región de Murcia. Su abreviatura oficial es HUSMR.

## Historia
Este hospital comenzó a construirse el 3 de abril de 1970, sus obras finalizaron el 1 de diciembre del mismo año y comenzó a funcionar el 26 de julio de 1971, seis meses antes de la inauguración oficial. Desde ese día cubrió a la amplia comarca del campo de Cartagena, desde Mazarrón a La Unión, pasando por Fuente Álamo, Portmán, San Javier, San Pedro del Pinatar y Torre-Pacheco. El presupuesto de las obras fue de 27 millones de pesetas. La entonces denominada Residencia Sanitaria Santa María del Rosell se levantó en el Ensanche de Cartagena, al lado del campo de fútbol de El Almarjal, emplazamiento donde continúa en la actualidad. Estaba dotada con 240 camas y 76 cunas.
La superficie total inicial era de 26 972 m2, con una superficie total construida de 17 506 m2. En cuanto a su estructura inicial, disponía de siete quirófanos, cuatro salas de parto, 48 nidos y diez locales de consultas. Los servicios con que contaba el hospital cuando comenzó a funcionar eran análisis clínicos, anatomía patológica, anestesia-reanimación, cirugía general, oftalmología, otorrinolaringología, medicina interna, pediatría, radiodiagnóstico, obstetricia y ginecología, traumatología, urología, electroencefalografía, hematología y rehabilitación.
El Rosell fue ampliado en dos ocasiones. Con la primera (1988-1990) se le dotó de 96 nuevas camas de hospitalización de adultos, TAC, nuevo servicio de anatomía patológica, servicio de mantenimiento, almacenes y nuevo servicio de urgencias. En la segunda (1991-1994), servicio de rehabilitación, pabellón de consultas externas, unidad de hemodiálisis, gabinetes de pruebas especiales, servicio de admisión, hospital de día médico-quirúrgico, biblioteca y salón de actos.

## Área de influencia
El hospital presta servicio al área de salud de referencia II de la Región de Murcia (Complejo Hospitalario Universitario de Cartagena), que engloba los municipios de Cartagena, Fuente Álamo, La Unión y Mazarrón.

## Cartera de servicios

### Área Médica
- Alergia
- Cardiología
- Digestivo
- Endocrinología y Nutrición
- Geriatría
- Hematología
- Medicina Interna
- Nefrología
- Neonatología
- Neumología
- Neurología
- Oncología Médica
- Pediatría
- Psicología
- Psiquiatría
- Reumatología

### Área Quirúrgica
- Angiología Cirugía Vascular
- Cirugía General y Digestivo
- Cirugía Maxilofacial
- Cirugía Pediátrica
- Cirugía Plástica y Reparadora
- Dermatología
- Obstetricia y Ginecología
- Oftalmología
- Otorrinolaringología
- Traumatología y Cirugía Ortopédica
- Urología

### Servicios Centrales
- Análisis Clínicos
- Anestesia Reanimación
- Anatomía Patológica
- Bioquímica Clínica
- Farmacia Hospitalaria
- Microbiología
- Medicina Intensiva - MIV
- Medicina Nuclear
- Neurofisiología clínica
- Oncología Radioterápica
- Radiodiagnóstico
- Rehabilitación
- Urgencias

## Accesos

### Por carretera
El hospital se encuentra situado al final de la autovía A-30, en el Paseo de Alfonso XIII. Dispone de otro acceso en la calle Jacinto Benavente.

### En autobús
Las siguientes líneas urbanas prestan servicio al complejo:
| Línea | Recorrido                                                      | Operador       |
| ----- | -------------------------------------------------------------- | -------------- |
| 1     | San Félix / Casas de Clares - Plaza de las Puertas de San José | ALSA (TUCARSA) |
| 4     | Espacio Mediterráneo - Canteras / Galifa                       | ALSA (TUCARSA) |
| 6     | Plaza Alicante - Molinos Marfagones (Urb. Buenos Aires)        | ALSA (TUCARSA) |
| 7     | Cartagena - Polígono de Santa Ana                              | ALSA (TUCARSA) |
| 12    | Bus Playa                                                      | ALSA (TUCARSA) |
| 14    | Cartagena - El Albujón                                         | ALSA (TUCARSA) |
| 24    | Cartagena (Paseo de Alfonso XIII) - Pozo Estrecho              | ALSA (TUCARSA) |

Además, varias líneas interurbanas de Movibus también sirven al complejo:
| Línea | Recorrido                                                                              | Operador       |
| ----- | -------------------------------------------------------------------------------------- | -------------- |
| 42C   | Cartagena - Roche - La Unión                                                           | ALSA (TUCARSA) |
| 45    | Cartagena - Torre Pacheco - Roldán - Balsicas                                          | ALSA (TUCARSA) |
| 47    | Cartagena - Los Alcázares - San Javier - Santiago de la Ribera - San Pedro del Pinatar | ALSA (TUCARSA) |
| 411   | Cartagena - Torre Pacheco - Dolores de Pacheco - San Javier - San Pedro del Pinatar    | ALSA (TUCARSA) |